# So Not Over You
So Not Over You is een nummer van de Britse band Simply Red uit 2007. Het is de tweede single van hun tiende studioalbum Stay.
"So Not Over You" is een soulnummer dat gaat over een verloren liefde, waar de ik-figuur nog niet overheen is. Het nummer werd een bescheiden hit in een aantal Europese landen. Zo bereikte het de 34e positie in het Verenigd Koninkrijk, het thuisland van Simply Red. In Nederland was het nummer ook een klein succesje met een 6e positie in de Tipparade. Minder goed deed het nummer het in Vlaanderen, daar kwam het tot de 20e positie in de Tipparade.

## NPO Radio 2 Top 2000
So Not Over You stond alleen in 2007 in de NPO Radio 2 Top 2000, op plek 1896.